# Дарвин (Marvel Comics)
Дарвин (англ. Darwin, настоящее имя — Армандо Муньез (англ. Armando Muñoz)) — персонаж вселенной Marvel Comics, один из Недостающих Людей Икс. Создан писателем Эдом Брубакером и художником Питом Вудсом.

## Биография Дарвина

### Детство и Кракоа
После его рождения мать Дарвина возненавидела его за способности к самозащите и непрекращающейся ситуационной эволюции. Наполовину африканец, наполовину латиноамериканец, Дарвин был обнаружен учеными, которые ставили над ним эксперименты, рассказав о нем широкой публике. Так о нем узнала Мойра МакТаггерт, после чего он был официально рекрутирован как один из её «приемных». Вместе с младшим Вулканом, Петрой и Властью он был в составе первой команды спасения Людей Икс с Кракоа.

## Способности
Дарвин обладает способностью «ответной эволюции» — это означает, что его тело автоматически адаптируется к любой ситуации или среде, в которой он оказывается, что теоретически позволяет ему выжить в любых условиях. Примеры проявления его способностей включают в себя: приобретение ночного видения после нескольких секунд в темноте; функционирующие жабры после погружения в воду; огнеупорная кожа после соприкосновения с пламенем; возрастание умственных способностей; превращение его тела в чистую энергию; исчезновение нужды в кислороде после попадания в космический вакуум; понимание языка Ши’ар после взгляда на письменные примеры. Его способности могут демонстрировать более действенные методы выживания, чем сам Дарвин мог бы предположить: например, вместо постоянного возрастания сил Дарвина при столкновении с Халком, его тело развило в нем способности к телепортации и перенесло его в безопасное место. Точная природа и пределы его способностей неизвестны.

## Этническая принадлежность
Marvel Comics представила Дарвина в X-Men: Deadly Genesis как наполовину латиноамериканца, наполовину афроамериканца, сделав его одним из немногих представителей смешанных рас во Вселенной Marvel.
При первом появлении Дарвин был изображен темнокожим. Начиная с Deadly Genesis #4, Дарвин изображается не только бледнокожим, но даже светлее среднего белого, и немного походящим на инопланетянина.
Моне предполагает, что изменение цвета кожи связано с фактом непрерывной эволюции, и поскольку большинство людей вокруг — белые, «его тело почувствовало необходимость стать светлее, чтобы соответствовать среде».
В X-Factor #200, кожа Дарвина немного темнее.

## Вне комиксов

### Кино
- Эди Гатеги сыграл Дарвина в фильме Люди Икс: Первый Класс (2011). Сначала он присоединяется к команде Людей-Икс, но после вторжения Себастьяна Шоу, Азазеля и Риптайда, сделал вид, что идёт к ним. Хавок выстрелил в Шоу волной, однако тот её поглотил и убил Дарвина с её помощью.